# Morancé
Morancé é uma comuna francesa na região administrativa de Auvérnia-Ródano-Alpes, no departamento do Ródano. Estende-se por uma área de 9.25 km². Em 2010 a comuna tinha 2 051 habitantes (densidade: 221,7 hab./km²).